# Nati nel 1977/Agosto
| Questa pagina contiene informazioni ricavate automaticamente dalle voci biografiche con l'ausilio del template Bio e di un bot. L'aggiornamento è periodico e automatico e ricostruisce completamente la pagina. Se manca una persona in questa lista, sei pregato di non aggiungerla, ma accertati piuttosto che la sua voce biografica contenga il template Bio e che i dati anagrafici siano correttamente compilati. Se il template Bio manca, inseriscilo tu stesso o, in alternativa, metti l'avviso {{tmp\|Bio}} che ne segnala la mancanza. Se i dati riportati sono sbagliati, correggi direttamente la voce biografica; le modifiche saranno visibili in questa lista entro pochi giorni. Per chiarimenti vedi il progetto biografie. La lista contiene solo le 343 persone che sono citate nell'enciclopedia e per le quali è stato implementato correttamente il template Bio. Pagina aggiornata al 18 lug 2025. |

- 1º agosto - Metin Aktaş, allenatore di calcio e ex calciatore turco
- 1º agosto - Marco Buschmann, politico tedesco
- 1º agosto - Marc Denis, ex hockeista su ghiaccio canadese
- 1º agosto - Luca Mezzano, allenatore di calcio e ex calciatore italiano
- 1º agosto - Balázs Molnár, ex calciatore ungherese
- 1º agosto - Damien Saez, cantautore francese
- 1º agosto - Marcel Schlutt, attore pornografico e fotografo tedesco
- 1º agosto - Yoshi Tatsu, wrestler e pugile giapponese
- 1º agosto - Sean Price Williams, direttore della fotografia statunitense
- 1º agosto - Dragana Zarić, ex tennista serba
- 2 agosto - Julián Alonso, allenatore di tennis e ex tennista spagnolo
- 2 agosto - Klodian Asllani, ex calciatore albanese
- 2 agosto - Alex Cendron, attore italiano
- 2 agosto - Roman Cress, ex velocista marshallese
- 2 agosto - Edward Furlong, attore statunitense
- 2 agosto - Katrin Griesser, attrice austriaca
- 2 agosto - Róbert Kovács, pallanuotista ungherese
- 2 agosto - Martyn Naylor, ex calciatore inglese
- 2 agosto - Jap, rapper italiano
- 2 agosto - Marc Rizzo, chitarrista statunitense
- 2 agosto - Krzysztof Soszynski, artista marziale misto e lottatore polacco
- 2 agosto - Florian Stetter, attore cinematografico tedesco
- 2 agosto - Franco Venturini, pianista, compositore e docente italiano
- 3 agosto - Jason Bent, ex calciatore canadese
- 3 agosto - Tom Brady, ex giocatore di football americano statunitense
- 3 agosto - Špela Bračun, ex sciatrice alpina slovena
- 3 agosto - Alíz Derekas, astronoma ungherese
- 3 agosto - Tómas Lemarquis, attore islandese
- 3 agosto - Milan Obradović, allenatore di calcio e ex calciatore serbo
- 3 agosto - Karima Oueslati, ex cestista tunisina
- 3 agosto - Óscar Pereiro, ex ciclista su strada spagnolo
- 3 agosto - Rui Silva, mezzofondista portoghese
- 4 agosto - José Ortiz Bernal, ex calciatore spagnolo
- 4 agosto - Luís Boa Morte, allenatore di calcio e ex calciatore portoghese
- 4 agosto - Sarah Coburn, soprano statunitense
- 4 agosto - Marek Heinz, ex calciatore ceco
- 4 agosto - Frankie Kazarian, wrestler statunitense
- 4 agosto - Jean-Michel Sama Lukonde, politico della Repubblica Democratica del Congo
- 4 agosto - Sandra Mandir, ex cestista croata
- 4 agosto - Mauro Morello, ex calciatore italiano
- 4 agosto - Brad Traina, ex cestista statunitense
- 4 agosto - Paride Vitale, personaggio televisivo italiano
- 5 agosto - Håvard Bjerkeli, ex fondista norvegese
- 5 agosto - David Chang, imprenditore e personaggio televisivo statunitense
- 5 agosto - Henry Enamorado, ex calciatore honduregno
- 5 agosto - Hunico, wrestler statunitense
- 5 agosto - Soraya Jiménez, sollevatrice messicana († 2013)
- 5 agosto - Eva Marciel, attrice spagnola
- 5 agosto - Milorad Peković, ex calciatore montenegrino
- 5 agosto - Santiago Pérez, ex ciclista su strada spagnolo
- 5 agosto - Laron Profit, ex cestista e allenatore di pallacanestro statunitense
- 5 agosto - Drew Thorne-Thomsen, ex sciatore alpino statunitense
- 5 agosto - Ighli Vannucchi, ex calciatore e dirigente sportivo italiano
- 6 agosto - Leandro Amaral, ex calciatore brasiliano
- 6 agosto - El Perro del Mar, cantante svedese
- 6 agosto - Leonardo D'Agostini, regista e sceneggiatore italiano
- 6 agosto - Nat Friedman, informatico e blogger statunitense
- 6 agosto - Josh Martinez, rapper e produttore discografico canadese
- 6 agosto - Tom MacRae, sceneggiatore, librettista e drammaturgo britannico
- 6 agosto - Jimmy Nielsen, allenatore di calcio e ex calciatore danese
- 6 agosto - Zdeňka Podkapová, modella e ex attrice pornografica ceca
- 6 agosto - Luciano Zavagno, ex calciatore argentino
- 6 agosto - Pavlo Šyl'ko, disc jockey e conduttore televisivo ucraino
- 7 agosto - Miodrag Anđelković, ex calciatore serbo
- 7 agosto - Francisco Arrué, ex calciatore cileno
- 7 agosto - Alessandro Chiodo, direttore della fotografia italiano
- 7 agosto - Paula Echevarría, attrice spagnola
- 7 agosto - Lottie Hellingman, attrice e doppiatrice olandese
- 7 agosto - Jamey Jasta, cantante e musicista statunitense
- 7 agosto - Deeyah Khan, regista cinematografica e produttrice cinematografica norvegese
- 7 agosto - Aleksandra Kurzak, soprano polacco
- 7 agosto - Sibylle Murer, ex sciatrice alpina svizzera
- 7 agosto - Edgar Pacheco, ex calciatore angolano
- 7 agosto - Samantha Ronson, cantautrice e disc-jockey britannica
- 8 agosto - Kunle Adejuyigbe, ex velocista nigeriano
- 8 agosto - Marsha Ambrosius, cantautrice inglese
- 8 agosto - Clemerson de Araújo Soares, ex calciatore brasiliano
- 8 agosto - Simone Baldasseroni, pallavolista italiano
- 8 agosto - Anthony Becht, ex giocatore di football americano statunitense
- 8 agosto - Michael Chernus, attore statunitense
- 8 agosto - Marílson Gomes dos Santos, maratoneta e mezzofondista brasiliano
- 8 agosto - Tommy Ingebrigtsen, ex saltatore con gli sci norvegese
- 8 agosto - Riccardo Masini, giocatore di biliardo italiano († 2005)
- 8 agosto - Daniel Moreira, ex calciatore francese
- 8 agosto - Szilárd Németh, ex calciatore slovacco
- 8 agosto - Christian Oberstolz, ex slittinista italiano
- 8 agosto - Darwin Peña, calciatore boliviano
- 8 agosto - Romain Pitau, allenatore di calcio e ex calciatore francese
- 8 agosto - Lindsay Sloane, attrice statunitense
- 8 agosto - Catello Vitiello, politico italiano
- 8 agosto - Alexander Viveros, ex calciatore colombiano
- 8 agosto - Nicolas Vogondy, ex ciclista su strada francese
- 9 agosto - Denis Chen, ex calciatore guatemalteco
- 9 agosto - Alessio Di Mauro, ex tennista italiano
- 9 agosto - Ravshan Ermatov, ex arbitro di calcio uzbeko
- 9 agosto - Nasser Haif, ex cestista francese
- 9 agosto - Chamique Holdsclaw, ex cestista statunitense
- 9 agosto - Noizi Itō, fumettista, autrice di videogiochi e illustratrice giapponese
- 9 agosto - Lionel Pizzinat, ex calciatore svizzero
- 9 agosto - Doris Preindl, ex slittinista italiana
- 9 agosto - Julio Pablo Rodríguez, ex calciatore uruguaiano
- 9 agosto - Mikaël Silvestre, dirigente sportivo, procuratore sportivo e ex calciatore francese
- 9 agosto - Ime Udoka, allenatore di pallacanestro e ex cestista statunitense
- 10 agosto - Luciana Aymar, ex hockeista su prato argentina
- 10 agosto - Marcel-André Casasola Merkle, autore di giochi tedesco
- 10 agosto - Trenton Ducati, attore pornografico statunitense
- 10 agosto - Michele Gobbi, ex ciclista su strada italiano
- 10 agosto - Yōhei Kurakawa, ex calciatore giapponese
- 10 agosto - Li Shilong, scacchista cinese
- 10 agosto - Sergiu Radu, ex calciatore rumeno
- 10 agosto - Alexander Schädler, ex calciatore liechtensteinese
- 10 agosto - Michela Torrenti, ex judoka italiana
- 11 agosto - Cooper Carlisle, giocatore di football americano statunitense
- 11 agosto - Adriano Gabiru, ex calciatore brasiliano
- 11 agosto - Venson Hamilton, ex cestista statunitense
- 11 agosto - Gemma Hayes, cantautrice e chitarrista irlandese
- 11 agosto - Mikiko, coreografa e ballerina giapponese
- 11 agosto - Helen Va'aga, ex rugbista a 15 e allenatrice di rugby a 15 neozelandese
- 12 agosto - Taulant Balla, politico albanese
- 12 agosto - David Beriáin, conduttore televisivo e giornalista spagnolo († 2021)
- 12 agosto - Plaxico Burress, ex giocatore di football americano statunitense
- 12 agosto - Arkady Dokhoyan, ex calciatore armeno
- 12 agosto - Al Ewing, fumettista britannico
- 12 agosto - Elisa Facchini, ex rugbista a 15 e dirigente sportiva italiana
- 12 agosto - Jesper Grønkjær, ex calciatore danese
- 12 agosto - Emanuele Lodolini, politico italiano
- 12 agosto - Iva Majoli, allenatrice di tennis e ex tennista croata
- 12 agosto - Paola Mosca Barberis, ex sciatrice alpina italiana
- 12 agosto - Iļja Novikovs, ex calciatore lettone
- 12 agosto - Richard Spiegelburg, astista tedesco
- 12 agosto - Octavi Tarres Garcia, ex hockeista su pista spagnolo
- 13 agosto - Daniele Follero, giornalista, critico musicale e saggista italiano
- 13 agosto - Florian Hartenstein, allenatore di pallacanestro e ex cestista tedesco
- 13 agosto - Titus Ivory, ex cestista statunitense
- 13 agosto - Michael Klim, ex nuotatore australiano
- 13 agosto - Lee Jun-hwan, ex pattinatore di short track sudcoreano
- 13 agosto - Laurent Legname, allenatore di pallacanestro e ex cestista francese
- 13 agosto - Apostolos Liolidīs, ex calciatore greco
- 13 agosto - Euan Morton, attore e doppiatore britannico
- 13 agosto - Merrill Moses, pallanuotista statunitense
- 13 agosto - Damian O'Hare, attore britannico
- 13 agosto - Aarón Padilla, ex calciatore messicano
- 13 agosto - Gianluigi Ricuperati, scrittore e saggista italiano
- 13 agosto - Kenyan Weaks, ex cestista e allenatore di pallacanestro statunitense
- 14 agosto - Justin Anlezark, pesista australiano
- 14 agosto - Raffaele Biancolino, allenatore di calcio e ex calciatore italiano
- 14 agosto - Preben Fjære Brynemo, ex combinatista nordico norvegese
- 14 agosto - AnnaLaura Cantone, illustratrice e disegnatrice italiana
- 14 agosto - Elena Ežova, pallavolista ucraina
- 14 agosto - Richie Frahm, ex cestista statunitense
- 14 agosto - Daniela Gini, ex rugbista a 15 italiana
- 14 agosto - Ed Harcourt, cantautore britannico
- 14 agosto - Michaela Kofler, ex sciatrice alpina austriaca
- 14 agosto - Elisavet Mystakidou, taekwondoka greca
- 14 agosto - Juan Pierre, giocatore di baseball statunitense
- 14 agosto - Alex Righetti, allenatore di pallacanestro e ex cestista italiano
- 14 agosto - Wayne Roberts, ex calciatore sudafricano
- 14 agosto - Al Shearer, attore statunitense
- 14 agosto - Tonya Verbeek, lottatrice canadese
- 15 agosto - Radoslav Batak, ex calciatore serbo
- 15 agosto - Martin Biron, ex hockeista su ghiaccio canadese
- 15 agosto - Igor Cassina, allenatore di ginnastica e ex ginnasta italiano
- 15 agosto - Zsolt Nemcsik, schermidore ungherese
- 15 agosto - Nicole Paggi, attrice statunitense
- 15 agosto - Kristaps Purnis, ex cestista lettone
- 15 agosto - Humphrey Rudge, ex calciatore olandese
- 15 agosto - Tokia Russell, calciatore bermudiano († 2016)
- 15 agosto - Manuel Valencia, ex calciatore colombiano
- 16 agosto - Alberto Borregan, allenatore di hockey su pista e ex hockeista su pista spagnolo
- 16 agosto - Anthony Braizat, allenatore di calcio e ex calciatore francese
- 16 agosto - Steven Bryce, ex calciatore costaricano
- 16 agosto - Ilir Dibra, allenatore di calcio e ex calciatore albanese
- 16 agosto - Yū Hoshide, allenatore di calcio e ex calciatore giapponese
- 16 agosto - Pavel Královec, ex arbitro di calcio ceco
- 16 agosto - Irene Manzi, politica italiana
- 16 agosto - Ricky Nebbett, rugbista a 15 britannico
- 16 agosto - Massimiliano Randino, militare italiano († 2009)
- 16 agosto - Adil Şükürov, allenatore di calcio e ex calciatore azero
- 16 agosto - Kasey Wehrman, allenatore di calcio e ex calciatore australiano
- 16 agosto - Xu Nannan, ex sciatrice freestyle cinese
- 17 agosto - Olesja Alieva, ex sciatrice alpina russa
- 17 agosto - Alessandro Bilotta, scrittore, sceneggiatore e fumettista italiano
- 17 agosto - Chipo Chung, attrice zimbabwese
- 17 agosto - Nathan Deakes, ex marciatore australiano
- 17 agosto - Mamadou Diouf, ex cestista senegalese
- 17 agosto - William Gallas, allenatore di calcio e ex calciatore francese
- 17 agosto - Colin Hawkins, allenatore di calcio e ex calciatore irlandese
- 17 agosto - Thierry Henry, allenatore di calcio, dirigente sportivo e opinionista francese
- 17 agosto - Lin Sang, ex arciera cinese
- 17 agosto - Matt Oakley, ex calciatore inglese
- 17 agosto - Borghild Ouren, ex biatleta norvegese
- 17 agosto - Daniel Pancu, allenatore di calcio e ex calciatore rumeno
- 17 agosto - Arianne Ribot, schermitrice cubana
- 17 agosto - Emily Schulman, attrice statunitense
- 17 agosto - Tarja Turunen, cantautrice finlandese
- 17 agosto - Natasza Urbańska, cantante, ballerina e attrice polacca
- 17 agosto - Luca Vigna, ex calciatore italiano
- 17 agosto - Paul Wotton, allenatore di calcio e ex calciatore inglese
- 17 agosto - Edu del Prado, attore, ballerino e cantante spagnolo († 2018)
- 18 agosto - Leandro Augusto, ex calciatore brasiliano
- 18 agosto - Lukáš Bauer, ex fondista ceco
- 18 agosto - Andrij Deryzemlja, biatleta ucraino
- 18 agosto - Massimo Fiorio, musicista e scrittore italiano
- 18 agosto - Ricardo Greer, ex cestista statunitense
- 18 agosto - Alastair Heathcote, canottiere britannico
- 18 agosto - Stuart Moffat, ex rugbista a 15 britannico
- 18 agosto - Lars Andreas Østvik, ex combinatista nordico norvegese
- 18 agosto - Mizuo Peck, attrice statunitense
- 18 agosto - Dar Salim, attore danese
- 19 agosto - Callum Blue, attore britannico
- 19 agosto - Stefano Chiodini, regista cinematografico italiano
- 19 agosto - Michal Doležal, allenatore di calcio e ex calciatore ceco
- 19 agosto - Will Hurd, politico e agente segreto statunitense
- 19 agosto - Giulia Lupo, politica italiana
- 19 agosto - Sara Martins, attrice portoghese
- 19 agosto - Iban Mayo, ex ciclista su strada spagnolo
- 19 agosto - Ricco Rodriguez, artista marziale misto statunitense
- 19 agosto - Shaun Stonerook, ex cestista statunitense
- 19 agosto - Takahiro Yamada, bassista giapponese
- 20 agosto - Paolo Bianco, allenatore di calcio e ex calciatore italiano
- 20 agosto - Laura Bispuri, regista e sceneggiatrice italiana
- 20 agosto - Wayne Brown, allenatore di calcio e ex calciatore inglese
- 20 agosto - Felipe Contepomi, ex rugbista a 15 e medico argentino
- 20 agosto - Manuel Contepomi, ex rugbista a 15 argentino
- 20 agosto - Alf Einar Grimsø, giocatore di calcio a 5 e calciatore norvegese
- 20 agosto - Ívar Ingimarsson, ex calciatore islandese
- 20 agosto - Eva Kurfürstová, ex sciatrice alpina ceca
- 20 agosto - Lil' Cease, rapper statunitense
- 20 agosto - Henning Stensrud, ex saltatore con gli sci norvegese
- 20 agosto - Tanja Stupar-Trifunović, scrittrice bosniaca
- 20 agosto - Harry Tañamor, ex pugile filippino
- 20 agosto - Isao Yoneda, ex ginnasta giapponese
- 21 agosto - Giuseppe Milazzo, politico italiano
- 21 agosto - Veljko Paunović, allenatore di calcio e ex calciatore serbo
- 21 agosto - Marc Pichon, schermidore belga
- 21 agosto - Jean-Yves Robin, ex schermidore francese
- 21 agosto - Rossana Spinato, pallavolista italiana
- 22 agosto - Kinga Bóta, canoista ungherese
- 22 agosto - Eric Campbell, ex cestista statunitense
- 22 agosto - Heiðar Helguson, ex calciatore islandese
- 22 agosto - Keith Jennings, ex calciatore bermudiano
- 22 agosto - Miho Kanno, attrice, cantante e modella giapponese
- 22 agosto - John Restrepo, ex calciatore colombiano
- 22 agosto - Jameel Watkins, ex cestista statunitense
- 23 agosto - Yoann Bigné, ex calciatore francese
- 23 agosto - Nicole Bobek, ex pattinatrice artistica su ghiaccio statunitense
- 23 agosto - Gianmarco Buttazzo, ex mezzofondista italiano
- 23 agosto - Andrea Conti, allenatore di calcio e ex calciatore italiano
- 23 agosto - Francisco Gabriel Guerrero, ex calciatore argentino
- 23 agosto - Kobna Holdbrook-Smith, attore ghanese
- 23 agosto - Kenta Miyake, doppiatore giapponese
- 23 agosto - Igor' Petrenko, attore russo
- 23 agosto - Jelena Rozga, cantante pop croata
- 23 agosto - Luis Rubiales, ex calciatore e dirigente sportivo spagnolo
- 23 agosto - Douglas Sequeira, ex calciatore costaricano
- 24 agosto - Jarkko Ahola, compositore, bassista e cantante finlandese
- 24 agosto - Euler Coelho Marques, ex giocatore di calcio a 5 brasiliano
- 24 agosto - Massimo Colomba, allenatore di calcio e ex calciatore svizzero
- 24 agosto - Cristina D'Alberto Rocaspana, attrice e ex modella italiana
- 24 agosto - Denílson de Oliveira Araújo, ex calciatore brasiliano
- 24 agosto - Robert Enke, calciatore tedesco († 2009)
- 24 agosto - Massimo Farioli, ex cestista italiano
- 24 agosto - Arnaud Gonzalez, ex calciatore francese
- 24 agosto - John Green, scrittore, youtuber e critico letterario statunitense
- 24 agosto - Jürgen Macho, allenatore di calcio e ex calciatore austriaco
- 24 agosto - Mattias Östberg, ex calciatore svedese
- 25 agosto - Masumi Asano, doppiatrice e cantante giapponese
- 25 agosto - Adriano Belli, ex giocatore di football americano canadese
- 25 agosto - Martín Hernández, ex giocatore di calcio a 5 uruguaiano
- 25 agosto - Mariana Limbău, ex canoista romena
- 25 agosto - Ramil Safarov, militare e criminale azero
- 25 agosto - Jonathan Togo, attore statunitense
- 25 agosto - Muamer Vugdalič, ex calciatore sloveno
- 26 agosto - Therese Alshammar, nuotatrice svedese
- 26 agosto - Saeko Chiba, doppiatrice e cantante giapponese
- 26 agosto - Jack Hight, scrittore statunitense
- 26 agosto - Simone Motta, allenatore di calcio e ex calciatore italiano
- 26 agosto - Morris Peterson, ex cestista statunitense
- 26 agosto - Tripp Phillips, ex tennista statunitense
- 26 agosto - Timo Schultz, allenatore di calcio e ex calciatore tedesco
- 26 agosto - Ákos Vereckei, canoista ungherese
- 27 agosto - Andrey Akopyants, ex calciatore uzbeko
- 27 agosto - Michelle Baptiste, ex velocista e lunghista santaluciana
- 27 agosto - Toni Bonji, comico e cabarettista italiano
- 27 agosto - Ricardo Dalmau, ex cestista portoricano
- 27 agosto - Anderson Luís de Souza, procuratore sportivo, dirigente sportivo e ex calciatore brasiliano
- 27 agosto - Massimo Fabbrizi, tiratore a volo italiano
- 27 agosto - Vol'ha Nazarava, ex biatleta bielorussa
- 27 agosto - Sonny Parker, rugbista a 15 e allenatore di rugby a 15 neozelandese
- 27 agosto - Stefano Pisetta, batterista e percussionista italiano
- 27 agosto - Martial Robin, ex calciatore francese
- 27 agosto - Aljaksandr Usaŭ, ex ciclista su strada bielorusso
- 28 agosto - Daniel Andersson, dirigente sportivo, allenatore di calcio e ex calciatore svedese
- 28 agosto - Kaouther Ben Hania, regista e sceneggiatrice tunisina
- 28 agosto - Christelle Cornil, attrice belga
- 28 agosto - Aleksej Dymovskij, poliziotto russo
- 28 agosto - Javier Eseverri, ex giocatore di calcio a 5 spagnolo
- 28 agosto - Juanín García, ex pallamanista spagnolo
- 28 agosto - Todor Gečevski, ex cestista macedone
- 28 agosto - Shinji Jōjō, ex calciatore giapponese
- 28 agosto - Dema Kovalenko, ex calciatore ucraino
- 28 agosto - Lantame Ouadja, ex calciatore togolese
- 28 agosto - Adam Rayner, attore britannico
- 28 agosto - Davide Ricci, attore e ex modello italiano
- 29 agosto - Manuel Belleri, dirigente sportivo e ex calciatore italiano
- 29 agosto - Erpur Eyvindarson, rapper islandese
- 29 agosto - Devean George, ex cestista statunitense
- 29 agosto - John Hensley, attore statunitense
- 29 agosto - Chris J. Johnson, attore statunitense
- 29 agosto - Richard Knopper, allenatore di calcio e ex calciatore olandese
- 29 agosto - Stefan Leitl, allenatore di calcio e ex calciatore tedesco
- 29 agosto - Aidan Lynch, ex calciatore irlandese
- 29 agosto - Kei Mikuriya, ex calciatore giapponese
- 29 agosto - John O'Brien, ex calciatore statunitense
- 29 agosto - Roy Oswalt, ex giocatore di baseball statunitense
- 29 agosto - Mario Rodríguez López, ex calciatore cubano
- 29 agosto - Carter Rycroft, giocatore di curling canadese
- 30 agosto - Shaun Alexander, ex giocatore di football americano statunitense
- 30 agosto - Marlon Byrd, ex giocatore di baseball statunitense
- 30 agosto - Raúl Castillo, attore e drammaturgo statunitense
- 30 agosto - Giacomo Di Girolamo, giornalista e scrittore italiano
- 30 agosto - Michael Gladis, attore statunitense
- 30 agosto - Elden Henson, attore statunitense
- 30 agosto - George Kollias, batterista greco
- 30 agosto - Kamil Kosowski, ex calciatore polacco
- 30 agosto - Jens Ludwig, chitarrista tedesco
- 30 agosto - Digger Okonkwo, ex calciatore nigeriano
- 30 agosto - Dennis Östlundh, ex calciatore svedese
- 30 agosto - Alexander Rondón, ex calciatore venezuelano
- 30 agosto - Félix Sánchez, ex ostacolista e velocista dominicano
- 30 agosto - Sophie Vercruysse, montatrice belga
- 30 agosto - Miguel Viterbo, allenatore di hockey su pista e ex hockeista su pista portoghese
- 31 agosto - Sol Estevanez, attrice argentina
- 31 agosto - Luca Fusco, allenatore di calcio e ex calciatore italiano
- 31 agosto - Simone Godano, regista e sceneggiatore italiano
- 31 agosto - Konstantin Gorovikov, hockeista su ghiaccio russo
- 31 agosto - Jeff Hardy, wrestler statunitense
- 31 agosto - Ian Harte, ex calciatore irlandese
- 31 agosto - Marco McDonald, ex calciatore giamaicano
- 31 agosto - Craig Nicholls, cantante, compositore e chitarrista australiano
- 31 agosto - Marco Predieri, attore teatrale, giornalista e drammaturgo italiano
- 31 agosto - Mitar Trivunović, allenatore di pallacanestro e ex cestista serbo
- 31 agosto - Barry Winchell, militare statunitense († 1999)